# آگوستین اوریون
آگوستین اوریون (اسپانیایی: Agustín Orión‎؛ زاده ۲۶ ژوئیهٔ ۱۹۸۱) یک بازیکن فوتبال اهل آرژانتین است.

## تیم ملی
وی همچنین در تیم ملی فوتبال آرژانتین بازی کرده است.